# Faith Wilding
Faith Wilding (* 1943 in Primavera, Paraguay) ist eine paraguayisch-US-amerikanische feministische Künstlerin.

## Leben
Faith Wilding wurde 1943 in Paraguay geboren und wanderte 1961 in die Vereinigten Staaten aus. 1968 erhielt sie einen Bachelorabschluss in Englisch an der University of Iowa und studierte anschließend von 1969 bis 1971 Kunst und Kunstgeschichte an der California State University, Fresno, wo sie unter anderem die feministische Künstlerin Judy Chicago kennenlernte. 1973 absolvierte sie ihren Master am California Institute of the Arts. Dort wurde sie zu einem Gründungsmitglied des Feminist Art Program, das von Chicago und Miriam Schapiro geleitet wurde. In diesem Rahmen war sie Leiterin einer Consciousness-Raising-Gruppe und einer Klasse für Tagebuchschreiben.
1998 war Wilding Mitbegründerin des cyberfeministischen Kollektivs subrosa.
Wilding lehrte an verschiedenen Universitäten, darunter am Immaculate Heart College in Los Angeles (1976–80), am Scripps College und der Claremont Graduate University in Claremont (1980–82), an der Parsons School of Design und der Tisch School of the Arts (1989–90), an der Cooper Union (1988–95), der Carnegie Mellon University (1995–98), der Akademie der Bildenden Künste Nürnberg (1999) sowie am Carlow College in Irland (1999–2002). Seit 2002 ist sie außerordentliche Professorin für Performance am School of the Art Institute of Chicago.
Sie ist in dem Film !Women Art Revolution (2010) von Lynn Hershman Leeson vertreten.
Wilding lebt und arbeitet in Chicago.

## Werk
Das künstlerische Werk von Wilding ist multidisziplinär angelegt und umfasst Installationen, Performances, Textilarbeiten, Neue Medien, Malerei und Zeichnung, Collage und Schriftstellerei. Thematisch setzt sie sich in der Regel mit der Rolle der Frau, den psychischen, politischen und sozialen Aspekten des weiblichen Körpers sowie ökofeministischen Fragestellungen auseinander. In ihren späteren Werken verlegt sich ihr Fokus auf Cyberfeminismus und Gentechnologie.
Zu ihren frühen Werken zählen Arbeiten, die sie im Rahmen des Feminist Art Program in Los Angeles gefertigt hat. Dort beteiligte sie sich am Gemeinschaftsprojekt Womanhouse (1972) mit ihrer Installation Crocheted Environment (Womb Room) und der Performance Waiting. Crocheted Environment war eine archetypische gebärmutterartige Installation, die einem Spinnennetz ähnelte und durch die Verwendung von Häkelarbeit die weibliche Konnotation verstärkte. Wilding betonte dabei die mütterliche, häusliche und gemeinschaftliche Rolle der Frau. Das Werk wurde später auch im Museum of Contemporary Art, Los Angeles sowie im Bronx Museum in New York ausgestellt. Die Performance Waiting zählt zu den ikonischen Arbeiten der feministischen Performancekunst. Wilding hielt dabei einen 15-minütigen Monolog über das Warten im Patriarchat, wobei sie das weibliche Leben als passiven, monotonen Zyklus von der Geburt bis zum Tod erzählte. In einer Neuauflage der Arbeit mit dem Titel Waiting With kehrt sie das Warten zum Akt des Widerstands, der Reflexion und der Verweigerung um.
Von den 1980er Jahren bis zur Mitte der 1990er Jahre leitete die Künstlerin gemeinsam mit Everett Frost Radio- und Klangkunstprogramme für das National Public Radio.
Seit der Mitte der 1990er Jahre konzentriert sich die Kunst von Wilding auf cyberfeministische Vorstellungen des Körpers. In ihrer Arbeit Recombinants (1992–96), eine Reihe von Zeichnungen, stellt sie Menschen in der Verschmelzung mit Maschinen, Pflanzen und Technik dar.
Wildings Arbeiten wurden in Nordamerika, Europa und Asien ausgestellt, u. a. im Bronx Museum of the Arts, im Whitney Museum of American Art und im Drawing Center, alle in New York City, in Los Angeles im Museum of Contemporary Art und im Hammer Museum, im Riverside Art Museum, auf der documenta X in Kassel, im Ars Electronica Center in Linz, beim internationalen Festival Next5Minutes (N5M) in Amsterdam und im Museo Reina Sofía in Madrid. Ihre Audioarbeiten wurden vom RIAS Berlin, vom WDR Köln und vom National Public Radio in Auftrag gegeben und gesendet.

## Auszeichnungen (Auswahl)
- 2016: Art Matters
- 2014: Women’s Caucus for Art Lifetime Achievement Award
- 2009: Guggenheim-Stipendium[6]

## Publikationen (Auswahl)
- By Our Own Hands: The Woman Artist’s Movement, Southern California, 1970–1976, Double X: Los Angeles 1977.
- “The Feminist Art Programs at Fresno and CalArts, 1970–75”, in: N. Broude and M. Garrard (Hrsg.): The Power of Feminist Art: The American Movement of the 1970s, History and Impact, New York 1994.
- mit G. Lovinck, F. Wilding, D. McCarty, P. Schultz (Hrsg.): READ ME: Asci Culture and The Revenge of Knowledge, Autonomedia Books 1998.
- mit M. Fernandez and M. Wright (Hrsg.): Domain Errors! Cyberfeminist Practices, Autonomedia Books: New York 2003.